# Ephialtias draconis
Ephialtias draconis là một loài bướm đêm thuộc họ Notodontidae. Nó được tìm thấy ở Panama, và has been recorded từ đông nam Peru và miền bắc Bolivia, với vài mẫu từ Colombia hoặc Ecuador.
Ấu trùng ăn các loài Turnera.